# Classe préparatoire mathématiques, physique, ingénierie et informatique
Dans le système éducatif français, la classe préparatoire mathématiques, physique, ingénierie et informatique ou MP2I est une des voies d'orientation en première année de la filière des classes préparatoires scientifiques.
Le choix de spécialités scientifiques en terminale (Maths, Physique-Chimie, NSI, SI...) ainsi que de l'option Mathématiques Expertes permet l'entrée dans cette filière.
Elle permet d'accéder en deuxième année aux voies MPI, MP ou PSI.

## Historique
La création de la CPGE MP2I remonte à septembre 2021, en lien avec la réforme du lycée et la création de la spécialité Numérique et Sciences Informatiques.

## Orientation
La Classe Préparatoire aux Grandes Écoles MP2I est ouverte aux étudiants ayant obtenu un baccalauréat scientifique ou équivalent. Les enseignements de spécialités recommandés pour cette filière sont NSI (Numérique et Sciences Informatiques), Mathématiques et Physique-Chimie. Cependant, les étudiants ayant suivi d'autres spécialités peuvent également postuler. Cette filière est avant tout ouverte pour les passionnés d'informatique.

## Options
À la fin du premier semestre, les élèves doivent choisir leur option qui déterminera leur orientation future et les modifications d'emploi du temps au second semestre :
- option informatique : l'enseignement de SI est supprimé et l'enseignement d'informatique est renforcé de deux heures ; ces élèves sont orientés ensuite vers la classe de MPI.
- option sciences de l'ingénieur (SI) ou sciences industrielles de l'ingénieur (SII) : l'enseignement d'informatique est diminué, l'enseignement de SI est renforcé par deux heures de TP et deux heures de chimie sont ajoutées ; cette option offre le choix en fin d'année entre la MP (option SI) et la PSI.

## Emploi du temps
Une semaine type se décompose comme suit :

### Premier semestre
| Matière                                     | Total | Cours | TD | TP   | Colles                                 |
| ------------------------------------------- | ----- | ----- | -- | ---- | -------------------------------------- |
| Mathématiques                               | 12h   | 10h   | 2h | 0    | 1h par semaine                         |
| Physique                                    | 6h30  | 4h    | 1h | 1h30 | 1h par quinzaine                       |
| Informatique                                | 4h    | 2h    | 1h | 1h   | 0                                      |
| Sciences industrielles de l'ingénieur (SII) | 2h    | 1h    | 1h | 0    | 0                                      |
| Lettres-philosophie (culture générale)      | 2h    | 2h    | 0  | 0    | 1h par trimestre                       |
| Langue vivante 1                            | 2h    | 2h    | 0  | 0    | 1h par quinzaine                       |
| Langue vivante 2 (facultatif)               | 2h    | 2h    | 0  | 0    | 0                                      |
| Totaux                                      | 30h30 | 24h   | 5h | 2h30 | 8h par mois (sans Lettres-philosophie) |

### Second semestre
| Matière                                | Total | Cours | TD | TP   | Colles                                  |
| -------------------------------------- | ----- | ----- | -- | ---- | --------------------------------------- |
| Mathématiques                          | 12h   | 10h   | 2h | 0    | 1h par semaine                          |
| Physique                               | 6h30  | 4h    | 1h | 1h30 | 1h par quinzaine                        |
| Lettres-philosophie (culture générale) | 2h    | 2h    | 0  | 0    | 1h par trimestre                        |
| Langue vivante 1                       | 2h    | 2h    | 0  | 0    | 1h par quinzaine                        |
| Langue vivante 2 (facultatif)          | 2h    | 2h    | 0  | 0    | 0                                       |
| TIPE                                   | 2h    | 2h    | 0  | 0    | 0                                       |
|                                        |       |       |    |      |                                         |
| Option Informatique                    |       |       |    |      |                                         |
| Informatique                           | 6h    | 4h    | 1h | 1h   | 1h par quinzaine                        |
| Totaux                                 | 32h30 | 25h   | 4h | 2h30 | 10h par mois (sans Lettres-philosophie) |
|                                        |       |       |    |      |                                         |
| Option Sciences de l'Ingénieur         |       |       |    |      |                                         |
| Sciences de l'Ingénieur                | 4h    | 2h    | 1h | 2h   | 0                                       |
| Informatique                           | 2h    | 1h    | 0  | 1h   | 0                                       |
| Chimie                                 | 2h    | 1h    | 0  | 1h   | 0                                       |
| Totaux                                 | 34h30 | 25h   | 4h | 5h30 | 8h par mois (sans Lettres-philosophie)  |

L'emploi du temps de l'étudiant peut être complété par 2,3 ou 4 heures d'interrogation écrite (devoirs surveillés ou DS ayant lieu en semaine ou le samedi matin) chaque semaine (certains professeurs utilisent pour les DS leurs heures de cours) et par 2 ou 3 heures de colles à raison d'une colle de mathématiques par semaine, d'une colle de physique, d'informatique et de LV1 tous les 15 jours et d'une colle de français-philosophie par trimestre.